# Бранденбуршка капија
Бранденбуршка капија је тријумфална капија, симбол Берлина – главног града Немачке. Смештена је на Париском тргу и једина је преостала капија од серије изграђених капија – улаза у Берлин. С једне стране од ње ка северу налази се Рајхстаг, а с друге стране од ње према југу стоји меморијални центар Европе посвећен убијеним Јеврејима. Капија је спојена са монументалном обновљеном улицом Унтер ден Линден која води директно до краљевске резиденције. Наредбу да се капија изгради, издао је Фридрих Вилхелм II у знак мира, а градио ју је Карл Готард Ланганс од 1788-1791.
Бранденбуршка капија се састоји од 12 грчких стубова изграђених у дорском стилу, са по 6 на обе стране. На капији стоји куадрија, коју чине богови мира, који возе кочију са четири коња. Капија је висока 26 m, 65,5 m дугачка и 11 m широка.
Прављена је по узору на атинску капију Пропилеу на Акрополису. Берлин је познат по својој класичној архитектури. Бранденбуршка капија је прва немачка неокласична грађевина.

## Тривија
Бранденбуршка капија (нор. Brandenburger Tor) је био назив песме која је представљала Норвешку (завршила на последњем 21. месту) на Песми Евровизије 1990. (Снимак можете погледати овде).